# 褐指藻属
褐指藻属（学名：Phaeodactylum）是褐指藻科下的一个属。

## 下属物种
本属包括以下物种：
- 三角褐指藻 Phaeodactylum tricornutum Bohlin, 1897